# Хиддензе
Хиддензе (нем. Hiddensee) — немецкая коммуна, которая находится на одноимённом острове западнее от острова Рюген в Балтийском море. Население 1010 человек (31.12.2012); в 2003 году — 1151.
Название «Hedinsey» встречается уже в скандинавском эпосе Младшая Эдда и скандинавской летописи Gesta Danorum и означает «Остров Хедина» (Insel des Hedin). Легендарный норвежский король Хедин, по преданиям, сражался за женщину или за золото. Остров относится к округу Передняя Померания-Рюген, федеральной земли Мекленбург-Передняя Померания. Община «Остров Хиддензе» (до 2-го февраля 1993 г. — Хиддензе) включает в себя весь остров, а также маленький остров Fährinsel у восточной части острова (у Нойендорф), входит в общину Западный Рюген.

## География

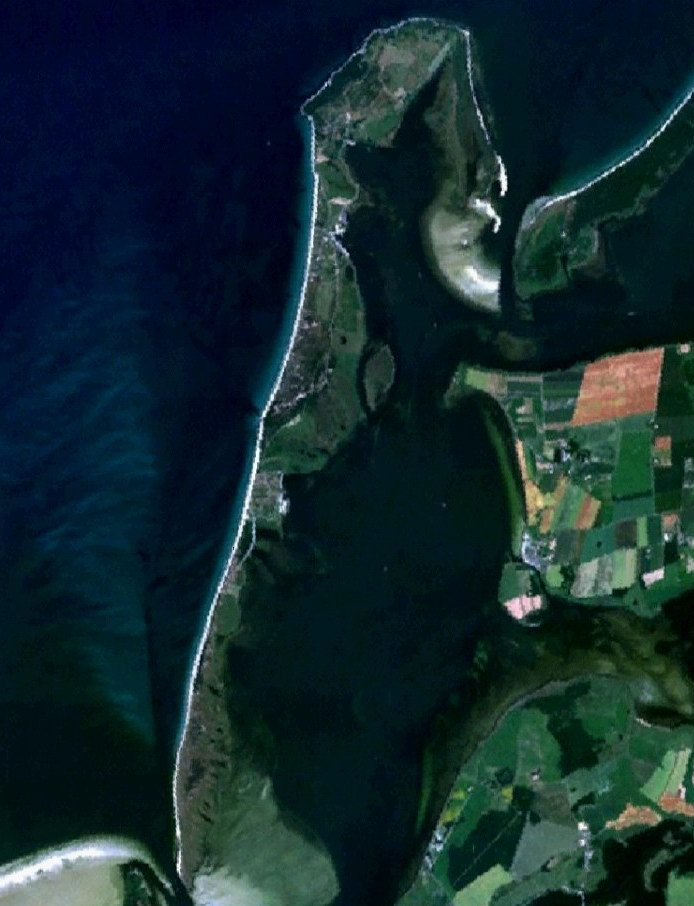
Спутниковый снимок Хиддензе

Остров имеет длину 16,8 км, ширину в самом узком месте около 250 метров, а в самом широком месте ширина составляет 3,7 км. Это самый большой остров, входящий в Национальный заповедный парк Померании. Остров находится на запад от острова Рюген. Остров можно разделить на две части — северо-восточную, холмистую с высотой около 70 метров — «Dornbusch» (самая высокая точка — холм Bakenberg, 72 метра над уровнем моря) и южную, плоскую и возвышающуюся всего на несколько метров над уровнем моря — Gellen. В северо-восточной части находятся две песчаные косы длиной три километра каждая, «Alter Bessin» и «Neuer Bessin». Остров отделён проливами Schaproder и Vitter на востоке, проливом Gellenringe (в направлении города Штральзунд, по которому осуществляется прямое транспортное сообщение с материком) и Балтийским морем со всех остальных сторон.

## Геология
Хиддензе появился во время последнего ледникового периода около 12 000 лет тому назад и до сих пор изменяется под влиянием морских течений. Три скальных участка вследствие намывания были соединены в один остров. На севере острова, в Dornbusch, этот процесс до сих пор продолжается, здесь море вымывает песок. В 2000 г. на севере острова, в районе «Toten Kerl» («Мертвый парень») в море было вымыто около 60 000 м³ породы. В среднем прибрежная линия у Dornbusch теряет около 30 см ежегодно. В марте 2004 года в море было вымыто около 10 000 м³ породы. С геологической точки зрения, остров находится в состоянии постоянного изменения. Песок и породы, вымываемые с северной части острова, оседают затем на южной и восточной части острова. Таким образом возникли южная дюна Schaproder Bodden и песчаные косы Alter Bessin и Neuer Bessin. Последние с геологической точки зрения возникли очень недавно. Коса Alter Bessin начала формироваться около 300—400 лет тому назад и в XIX веке была уже около 3 км длиной. С этого момента она почти не увеличивалась в размерах. Напротив неё появилась примерно около 1900 г. новая коса Neuer Bessin, которая увеличивается на 30-60 метров ежегодно и уже имеет длину около 3 км. Увеличивается также и южная оконечность острова у пролива Schaproder Bodden.

## Климат
На острове присутствует микроклимат, свойственный побережью Балтики этого региона с его преобладающим влиянием морских и континентальных атмосферных масс. Характерными являются частые, сильные, сменяющие друг друга ветры и длительный период с солнечной погодой, в среднем около 1850 часов в году. По количеству часов с солнечной погодой Хиддензе занимает в Германии первое место. Одной из особенностей является при слабых продольных ветрах так называемое транспериодическое циркулирование ветров, которое возникает из-за разницы температур моря и суши. При этом морской ветер начинается с 11 часов и ослабевает к вечеру.
Средняя температура на острове составляет около +8 °C. Средняя скорость ветра в Kloster составляет 7 метров/сек. Количество осадок на Хиддензе, в отличие от соседнего острова Рюген, несколько меньше и составляет 540 мм (на Рюгене — 640 мм).

## Флора и фауна
Хиддензе является крупнейшим островом Национального природного парка Померании и соединяет в себе старые культурные слои с скудными пастбищами и песчаные пустоши. Нетронутые человеком земли на северо-востоке (песчаные косы Alter и Neuer Bessin) и на юге (Gellen) дают пристанище для многочисленных беспозвоночных животных, таких как черви и улитки. Они служат пропитанием для множества перелётных птиц. Остров является одним из важнейших мест отдыха для журавлей. Поэтому южная оконечность острова, как и коса Neuer Bessin являются природоохранной зоной и вход туда строго запрещён. На острове существует три природоохранных зоны — Геллен и Гензевердер на юге, Дюненхайде — между Нойендорф и Фиттэ и Дорнбуш/Бессйн (Dornbusch/Bessin) на севере.

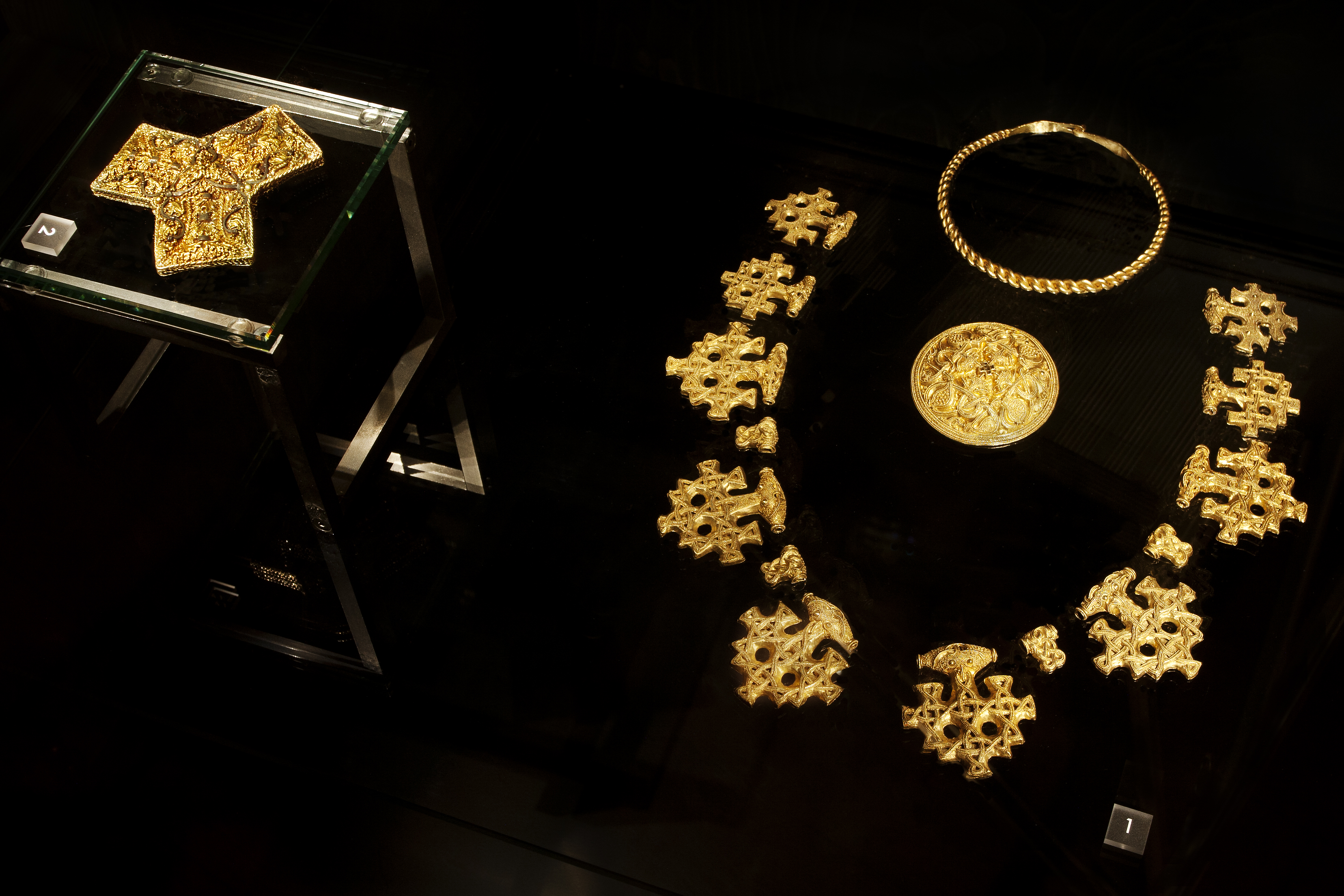
Клад из Хиддензе ок. XI век (искусство викингов)

## История
Под названием «Insel des Hedin» остров встречается в скандинавском эпосе Младшая Эдда и скандинавской летописи Gesta Danorum. Датский историк Саксон Грамматик записал историю битвы между Хедином (Hithinus) и Хёгни (Höginus) за Хильду на острове Hithinso. После штормовых приливов в 1872 и 1874 годах на пляже Хиддензе были обнаружены украшения из золота, датированные X веком.

## Населённые пункты острова
Община Хиддензе насчитывает четыре населенных пункта (с севера на юг):

### Грибен (Grieben)
Грибен — самое старое, самое северное и самое маленькое поселение (насчитывает порядка 30-40 домов). Находится на восточной стороне холмистой местности Хиддэнзээ. Название происходит от славянского слова «Гриб». Возле села нет своего порта (бухты).

### Клостер (Kloster)
Клостер (в переводе с немецкого — «монастырь») получил своё имя от католического цистерцианского монастыря, который с 1296 по 1536 г. находился недалеко от современной бухты Клостера. Во время Реформации монастырь был распущен. Сейчас Клостер с домом Герхарда Гауптмана, островной церковью и кладбищем при церкви с могилами Герхарда Гауптмана, Кетэ Крузе (Käthe Kruse), Вальтера Фельзенштейна и Греты Палукка (Gret Palucca) является культурным центром острова. Клостер находится на холмах, верхней точкой которых является холм Дорнбуш (Dornbusch). Здесь же находится филиал Института Экологии университета Грайфсвальд, который в 1992 возник как приемник «Биологической станции Хиддензе» и «Охранной зоны для птиц Хиддензе», которые появились в 1936 г. на базе «Биологической исследовательской станции Хиддензе».

### Фиттэ (Vitte)
Фиттэ упоминается впервые в 1513 и является крупнейшим и центральным населенным пунктом на острове. Название поселения происходит от слова «vit», так назывались раньше рыбные базары. В Фиттэ находится здание городской ратуши с местным самоуправлением. Здесь же находится паромная пристань. Сюда поставляются почти все товары для острова, которые далее перевозятся по острову на транспорте с электроприводом по небольшим магазинам. Кое-какие товары развозят на конных упряжках. В Фиттэ находится старейшая постройка острова, «Hexenhaus» (бывший загородный дом Адольфа Рейхвейна). Здесь же находится летний кинотеатр в палатке (возможно последний в Германии) и театр марионеток.

### Нойендорф (Neuendorf) — «новая деревня»

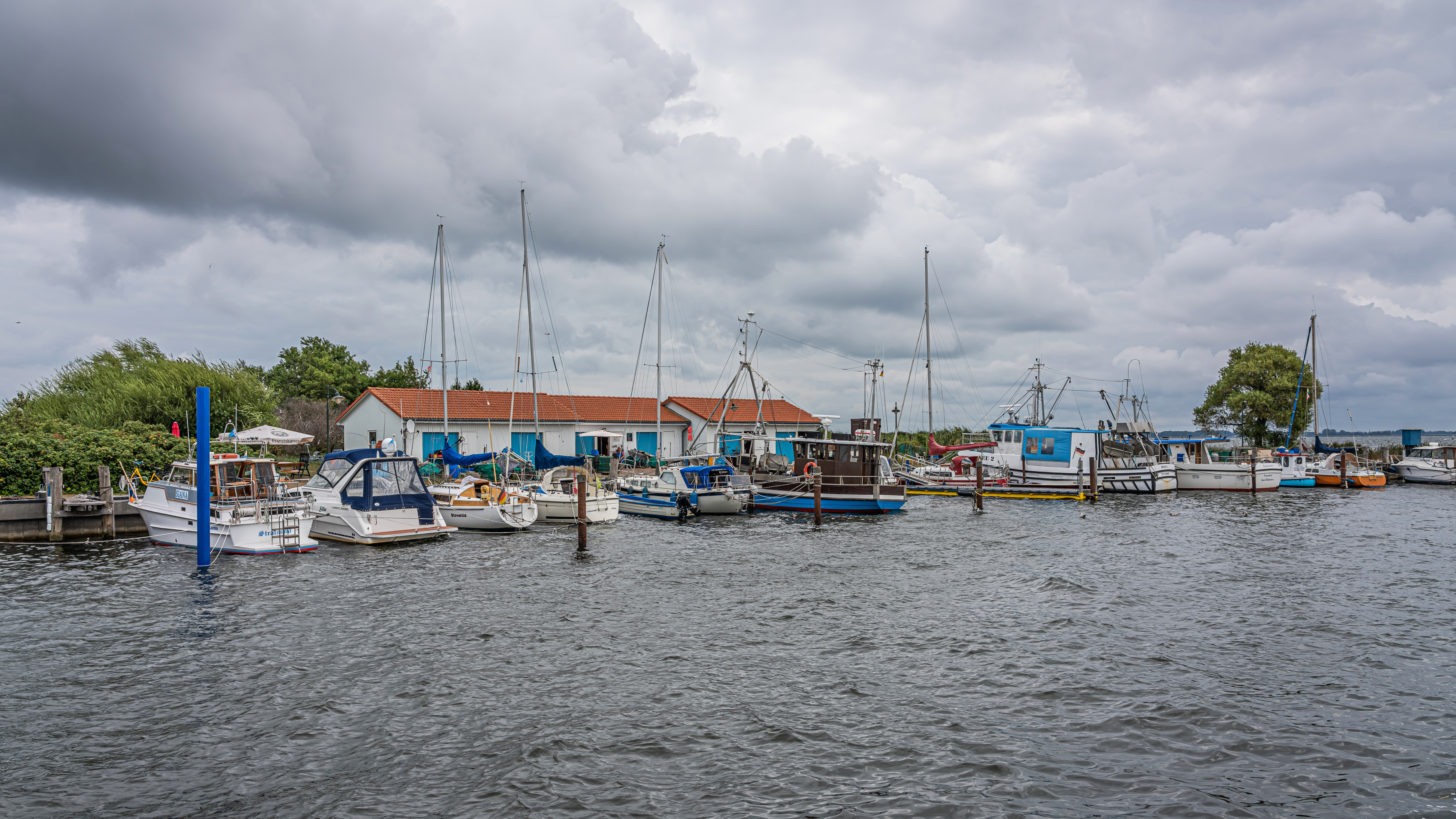
Порт Нойендорф

Нойендорф является самым южным поселком на острове. Жителей Нойендорфа остальные жители острова называют «южанами». Хотя Нойендорф находится всего в 6 км от Фиттэ, здесь разговаривают на другом диалекте. Большая часть Нойендорфа состоит из домов, вытянувшихся на дюне в одну линию. В Нойендорфе есть собственная гавань.
Нойендорф состоит из двух первоначально отдельных поселений — старого поселения, основанного в XIII веке у Плогсхафен (бухты) (нем. Plogshafen) на юге и собственно самого Нойендорфа, который был основан переселенцами из поселения Гламбек (нем. Glambek). Остатки этого поселения можно наблюдать до сих пор.

Южнее Нойендорфа находится так называемый Геллен (нем. Gellen). Он находится под защитой государства и попасть туда без разрешения нельзя. Защита касается многочисленных птиц, которые проживаю постоянно или временно на этой территории.

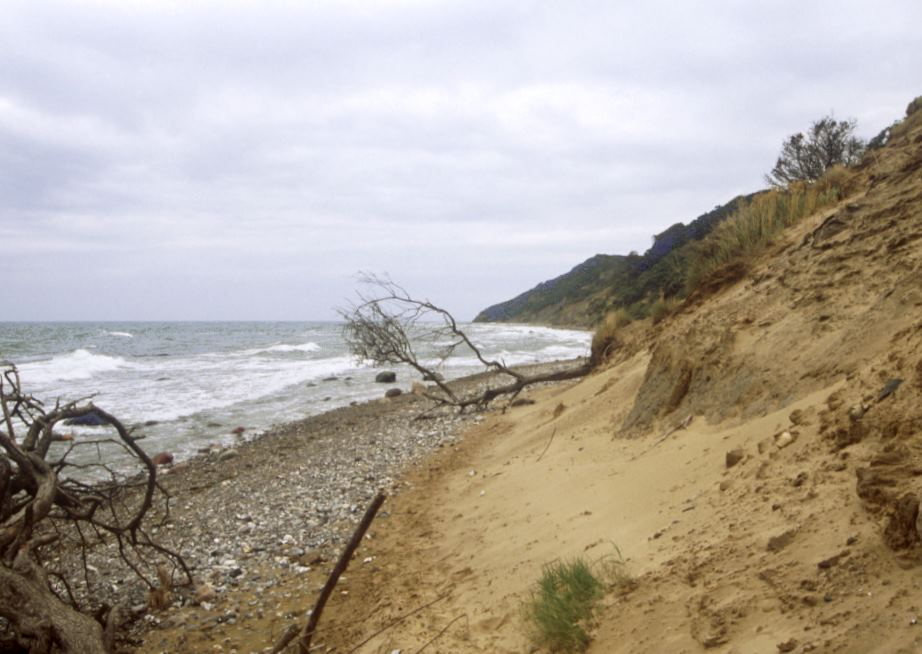
Обрывистый берег на острове Хиддензе
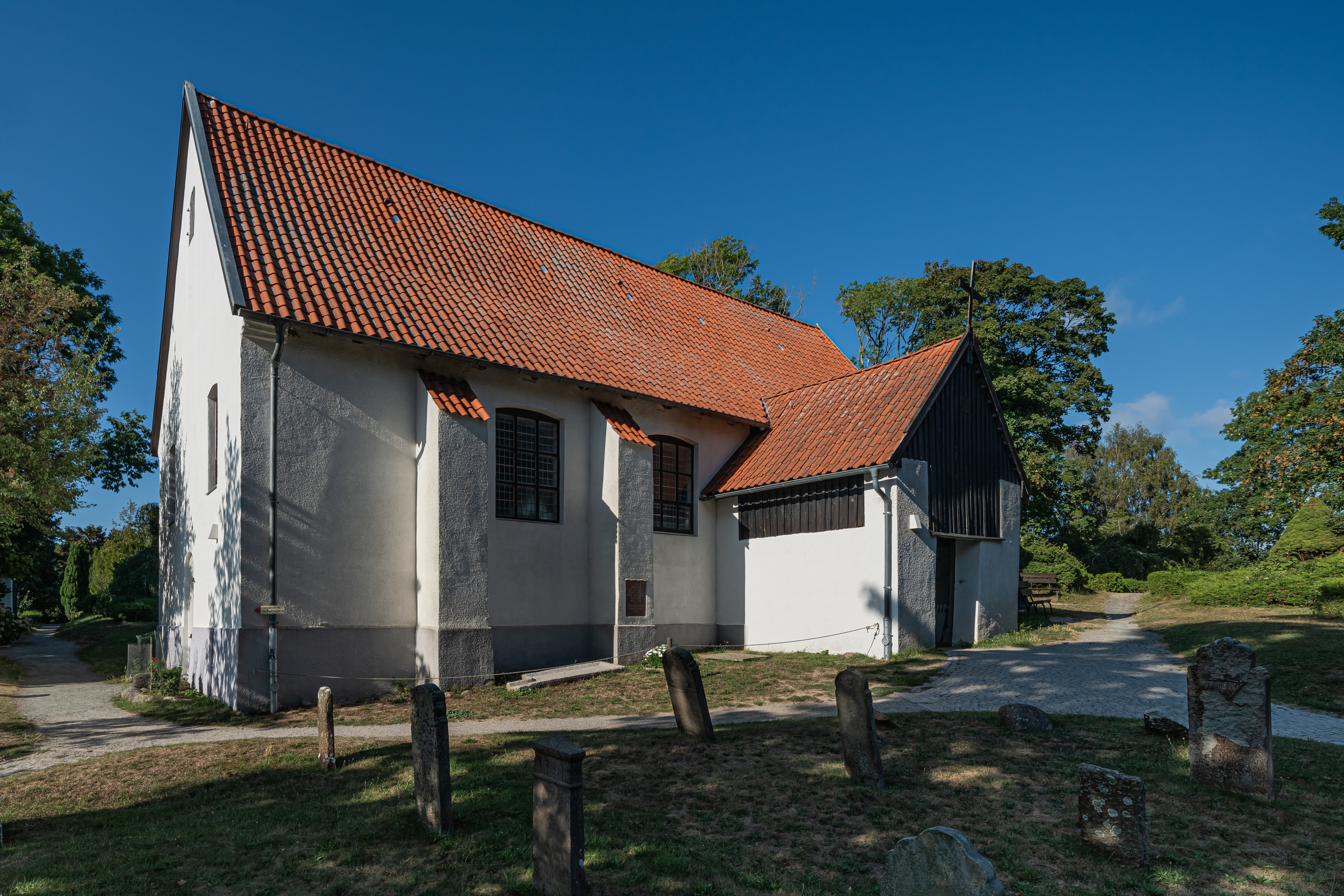
Церковь в Клостере
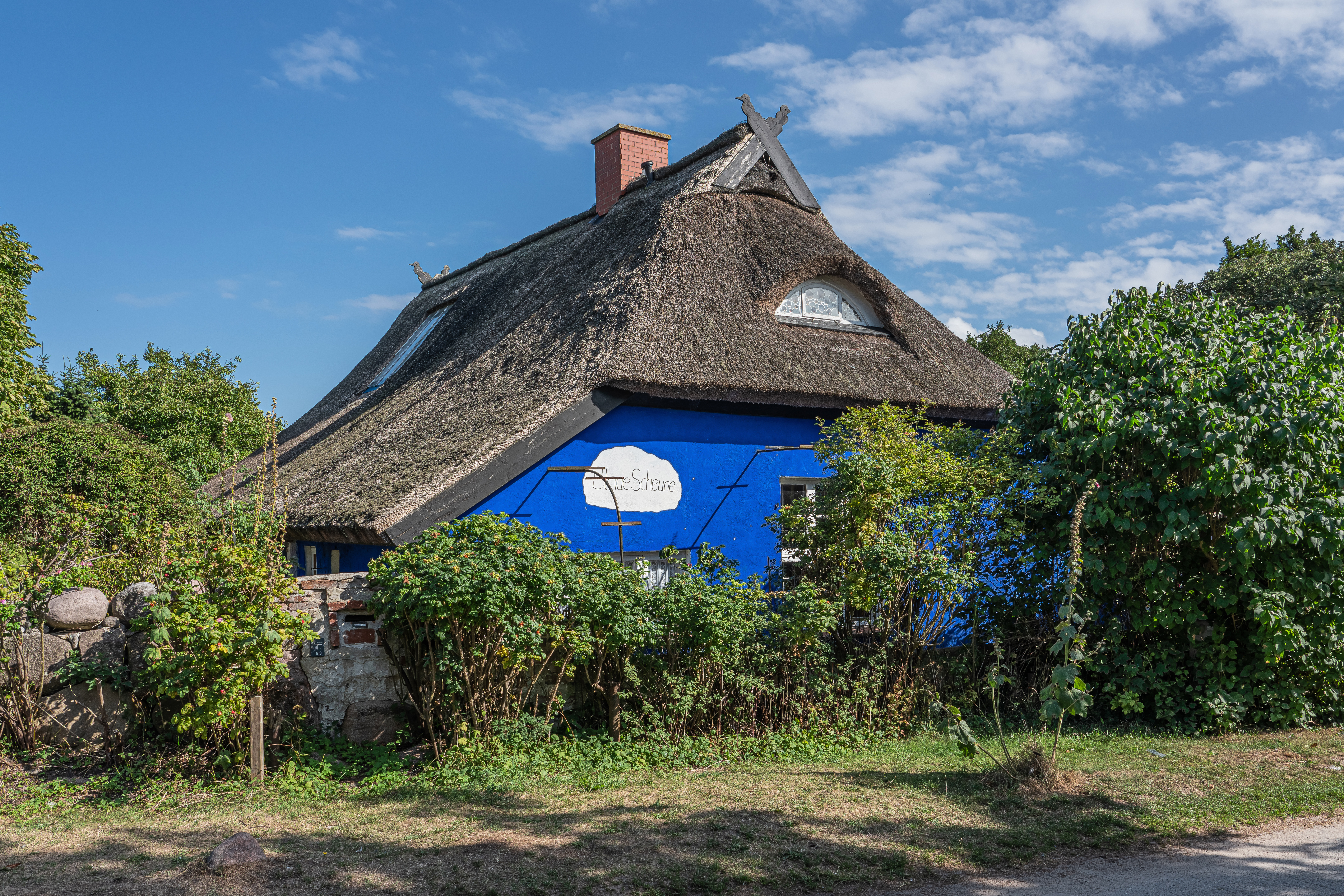
Синий Сарай в Фиттэ
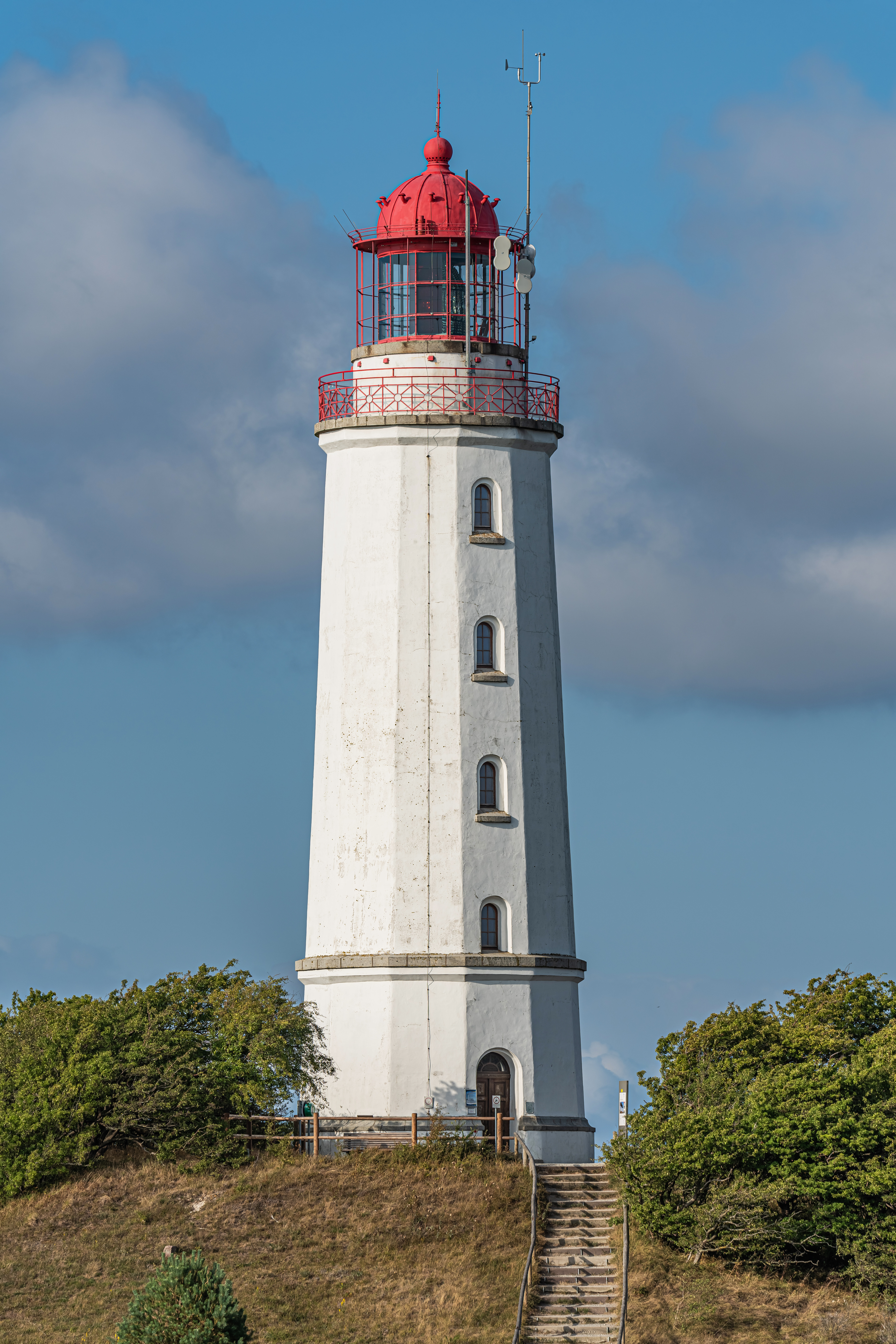
Маяк среди терновника
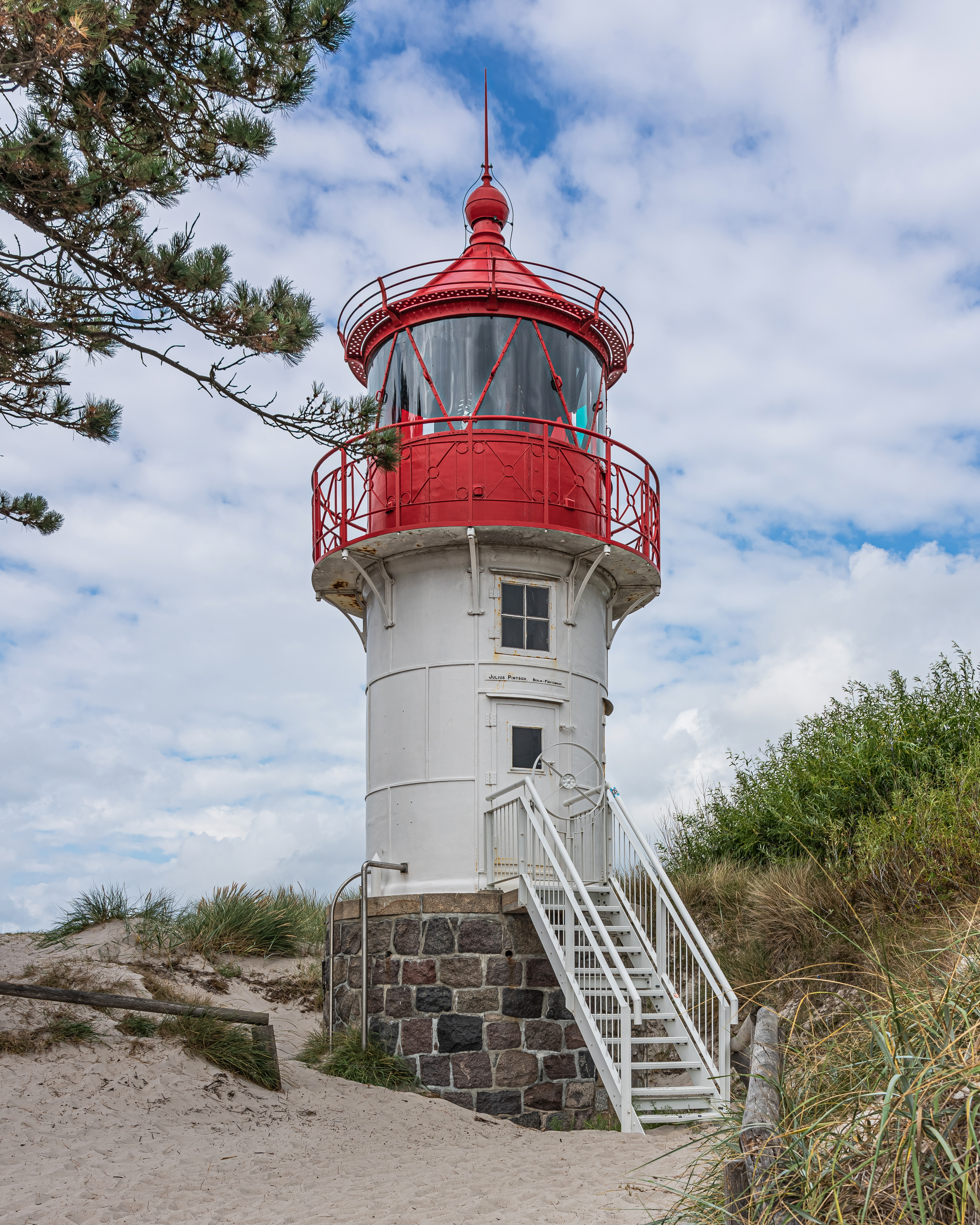
Маяк на Геллене

## Экономическая жизнь острова
Жители острова зарабатывают в основном благодаря туризму, кроме того, есть незначительные рыбацкие артели. В последние годы в Фиттэ было построено много домиков и квартир для туристов. Большая часть туристов приезжает на остров на один день.

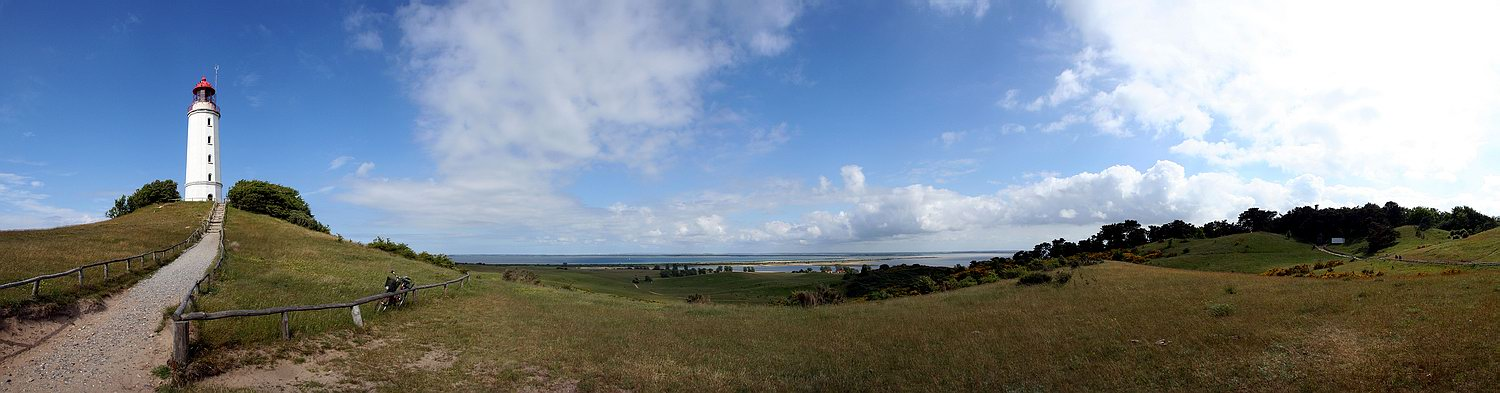
панорама с видом на старый и новый Бессин

## Персоналии (связанные с Хиддензе)
- Elisabeth Büchsel (художница)
- Alexander Ettenburg (актёр, поэт — известен как «Отшельник с Хиддене»)
- Вальтер Фельзенштейн (режиссёр, погребён в Клостере)
- Arnold Gustavs (бывший пастор с острова и писатель)
- Герхарт Гауптман (писатель, погребён в Клостере)
- Кете Крузе (изготовительница кукол)
- Oskar Kruse (художник, застройщик «Lietzenburg» на Хиддензе, которую унаследовал его брат  Макс Крузе с женой)
- Henni Lehmann (художница)
- Аста Нильсен (звезда немого кино, Karusel, Фиттэ — у бухты)
- Адольф Рейхвейн (педагог, борец Сопротивления Hexenhäuschen, юг острова)
- Gret Palucca (танцовщица, погребена в Клостере)
- Ромпе, Роберт Вильгельм Герман (1905—1993) (немецкий физик, погребён в Клостере)